# Данилов, Павел Фёдорович (Герой Советского Союза)
Павел Фёдорович Данилов (8 (20) июня 1894 года — 9 января 1950) — красноармеец Рабоче-крестьянской Красной Армии, участник Великой Отечественной войны, Герой Советского Союза (1945).

## Биография
Родился 20 июня 1894 года в деревне Котельниково (ныне — Ярославский район Ярославской области) в крестьянской семье, русский. Получил начальное образование. Участвовал в Первой мировой войне, был награждён двумя Георгиевскими крестами. Воевал в Гражданскую войну на стороне «красных». Вернулся на родину, работал в сельском хозяйстве, вступил в колхоз. В январе 1942 года добровольно пошёл на службу в Рабоче-крестьянскую Красную Армию. С мая того же года — на фронтах Великой Отечественной войны. Участвовал в боях под Ленинградом. К июню 1944 года красноармеец Павел Данилов был стрелком 450-го стрелкового полка 265-й стрелковой дивизии Ленинградского фронта. Отличился во время боёв на Карельском перешейке.
29 июня 1944 года, когда наступление роты в районе населённого пункта Репола Выборгского района Ленинградской области было остановлено огнём финского дзота, Данилов добровольно вызвался уничтожить его. Он подобрался к дзоту и уничтожил расчёт пулемёта, что способствовало успешному захвату ротой высоты. В бою Данилов получил ранение, но поля боя не покинул.
Указом Президиума Верховного Совета СССР от 24 марта 1945 года за «образцовое выполнение боевых заданий командования на фронте борьбы с немецкими захватчиками и проявленные при этом мужество и героизм» красноармеец Павел Данилов был удостоен высокого звания Героя Советского Союза с вручением ордена Ленина и медали «Золотая Звезда» за номером 8283.
После окончания войны был демобилизован. Вернувшись на родину, работал в совхозе. Умер 9 января 1950 года, похоронен в деревне Пономарёво Ярославского района Ярославской области.
Был также награждён рядом медалей.
В честь Данилова названа улица в Выборге.